# 1000
1000 (M) byl přestupný rok, který dle juliánského kalendáře začal v pondělí.
Lidská populace čítá asi 300 milionů obyvatel.
Podle islámského kalendáře započal dne 7. prosince rok 391 a podle židovského kalendáře započal rok 4 761. 

## Události
- Leif Eriksson přiváží misionáře do Grónska a vyráží na svou objevitelskou cestu k Severní Americe (nejpravděpodobnější datum)
- Usnesením Althingu přijímají Islanďané křesťanství jako oficiální náboženství
- Bitva u Svolderu mezi Olafem Tryggvasonem a aliancí jeho nepřátel (někdy se uvádí i rok 999)
- v Hnězdně bylo založeno arcibiskupství, v Krakově a ve Vratislavi jemu podřízená biskupství
- Štěpán I. získal dědičně královskou korunu, Uhersko se stává královstvím
- velké stěhování Inuitů z Aljašky a severní Kanady do Grónska

## Vědy a objevy
- první využití setrvačníku v mechanismech
- v Evropě se rozšiřuje využití vodních mlýnů, někdy poháněných i přílivem
- z arabských zemí se šíří využívání větrných mlýnů

## Narození
- ? – Michael Kerullarios, konstantinopolský patriarcha († 1059)

## Úmrtí
- ? – Ibn Fadlán – arabský cestovatel a spisovatel
- ? – Olaf Tryggvason – norský král, padl v bitvě u Svolderu

## Hlavy států
- České knížectví – Boleslav III. Ryšavý
- Papež – Silvestr II.
- Svatá říše římská – Ota III.
- Anglické království – Ethelred II.
- Skotské království – Kenneth III.
- Francouzské království – Robert II. Kapet
- Polské knížectví – Boleslav I. Chrabrý
- Uherské království – Štěpán I. svatý
- První bulharská říše – Samuel I.
- Byzanc – Basileios II. Bulharobijce